# Limonium cercinense
Espèce
Limonium cercinense est une espèce de plantes à fleurs de la famille des Plumbaginaceae endémique de la Tunisie.